# Szervetlen kémia
A szervetlen kémia a kémia egyik jelentős ága, mely a szervetlen vegyületek tulajdonságaival és reakcióival foglalkozik.
Általánosságban szervetlen vegyületek azok az anyagok, melyek nem tartoznak a szerves kémia hatáskörébe. Ilyenformán tehát a fentieken kívül a periódusos rendszer minden eleme és azok vegyületei a szervetlen kémia tárgykörébe tartoznak.
A határ a két tudományterület között nem éles, bár a legtöbb esetről egyszerűen eldönthető, hogy hova tartozik. A szervetlen szénvegyületek, mint például a karbonátok egyértelműen a szervetlen kémia tárgykörébe tartoznak. (A szénhidrogének, szénhidrátok szerves vegyületek.)

## A szervetlen kémia területei
A szervetlen kémia többek között az alábbiakkal foglalkozik:
- Ásványok, sók, szilikátok
- Fémek (pl.: vas, réz, cink) és ezek ötvözetei (például bronz)
- Fémes és nemfémes elemek (pl.: hidrogén, oxigén, klór, foszfor) és ezek vegyületei (pl.: víz, szén-dioxid)
- Fémkomplexek és kelátok

A szervetlen kémia az elméleti kémia, elsősorban a fizikai kémia eredményeire támaszkodik. Számos egyéb tudományágat alapoz meg, vagy van velük szoros kapcsolatban (pl.: analitikai kémia, geokémia, környezeti kémia, ásványtan)
A szervetlen kémia speciális területei a fémorganikus kémia és a bioszervetlen kémia. Ez utóbbi a szerves és a szervetlen kémia határterületének is tekinthetők.